# Tom Clancy's Rainbow Six: Vegas 2
Tom Clancy's Rainbow Six Vegas 2 è un videogioco di tipo sparatutto in prima persona tattico sviluppato e pubblicato da Ubisoft nel 2008. Il gioco è al contempo sequel e prequel del capitolo precedente, Rainbow Six: Vegas. Ambientato ancora una volta principalmente a Las Vegas, introduce un nuovo protagonista, Bishop, un veterano della squadra Rainbow. Assieme a lui ritorneranno i compagni di squadra di Keller, Park e Walter.

## Modalità di gioco
Il gameplay è rimasto quasi totalmente invariato rispetto al capitolo precedente, con un sistema di coperture migliorato. Una delle principali aggiunte a questo secondo capitolo è il sistema ACES, tramite il quale il personaggio creato dal giocatore è unico sia per la campagna in singolo che per l'online e sale di livello man mano che compie determinate azioni durante lo svolgimento del gioco, sbloccando nuove armi e accessori.

### Giocatore Singolo
Rainbow Six: Vegas 2 presenta sia una modalità storia, giocabile in singolo, sia la classica modalità di Caccia ai terroristi, già presente in tutti i giochi precedenti, nella quale il giocatore dovrà affrontare un variabile numero di terroristi in varie mappe non lineari.

### Cooperativa
Nel gioco sarà possibile affrontare sia la campagna che la modalità di Caccia ai terroristi anche in modalità cooperativa, sia in split-screen che online, interpretando Knight, un compagno di squadra di Bishop.

### Multigiocatore
La modalità multiplayer di Rainbow Six: Vegas 2 aggiunge più di una decina di nuove mappe all'esperienza online, varie modalità aggiuntive e implementa il sistema ACES.

## Trama
Il gioco si apre cinque anni prima rispetto all'ambientazione del gioco, con una missione ambientata in un osservatorio sui Pirenei: entrambe le squadre Rainbow (una capitanata da Bishop, l'altra da Ding Chavez, l'attuale Six) hanno il compito di fare irruzione per liberare degli ostaggi. La squadra di Bishop è composta da Logan Keller, il protagonista del primo capitolo e da Gabriel Nowak. Qualcosa durante l'operazione va storto, poiché Nowak, ignorando l'ordine (credendo che uno dei terroristi stesse per uccidere un ostaggio) apre il fuoco contro i terroristi, causando la morte del negoziatore e mettendo in serio pericolo la vita degli ostaggi. Bishop è così costretto a ripensare alla promozione che aveva in serbo per lui, promuovendo così il compagno di squadra Keller.
L'ambientazione si sposta poi a Las Vegas, nel 2010, durante una missione in cui Bishop e il team Bravo (composto da Park e Walter) devono fermare dei coyotes, i fratelli Alvaro e Miguel Cabrero, che sembra stiano cercando di entrare nel traffico delle armi chimiche. Parallelamente, Keller sta svolgendo le missioni in Messico del primo capitolo, con la squadra composta da Kan e Nowak. La copertura dell'agente dell'NSA salta e il team di Bishop è costretto a intervenire, attraversando una serie di magazzini e di fabbriche difese da forze ostili, nei quali vengono prodotte le armi chimiche dei Cabrero, che però riescono a scappare. Il team, una volta recuperato viene immediatamente portato all'ultima posizione nota dei Cabrero, ossia ad un centro ricreativo di Las Vegas. All'entrata, dopo una furiosa sparatoria, vengono rinvenute delle tute HAZMAT e un furgone, sul quale intuiscono sia stata portata una delle bombe. Bishop, come leader di Rainbow sul campo, decide così di intervenire per salvare la vita di centinaia di persone. All'interno del centro sportivo il team trova però un alto numero di terroristi, che non fanno altro che rallentare Bishop, impedendogli così di arrivare in tempo per evitare la detonazione dell'ordigno. Rainbow ora ha il compito di acciuffare Miguel Cabrero, che riescono a catturare e a interrogare dopo un lungo inseguimento. Il criminale, messo alle strette, rivela la presenza dell'altra bomba, ma cerca di sparare a Bishop, il quale non ha altra scelta che ucciderlo.
Vengono così inseriti al Las Vegas Convention Center, dove è stata localizzata la seconda bomba. Una volta fatta irruzione, e attraversato il complesso, scoprono che la bomba è stata portata a una monorotaia lì vicino, con lo scopo di essere trasportata vicino a una zona densamente popolata. Walter non è in grado di disinnescare la bomba e così il team è costretto a far esplodere sul posto la bomba, per evitare altre morti innocenti. Dopo poco il team viene contattato da un agente dell'NSA per fare irruzione assieme al team Echo in una serie di attici, ma il team Echo verrà spazzato via da una bomba di cui Rainbow ignorava l'esistenza. Dopo l'ennesima sconfitta e una lunga serie di sparatorie attraverso un casinò, il team Bravo giunge dunque in un teatro cinese, dove è stata localizzata l'ultima bomba. Walter riesce a disinnescarla e il team riesce a raggiungere faticosamente il tetto per l'estrazione. Six ragguaglia Bishop, la prossima missione è costretto ad affrontarla da solo, in quanto Park e Walter devono rimanere a Las Vegas per aiutare Keller e la polizia a tenere sotto controllo il caos generatosi in città. Bishop ha così il compito di infiltrarsi in una raffineria, l'ultimo luogo noto di Alvaro Cabrero, mentre l'altro agente dell'NSA si infiltrerà in un altro punto vicino al criminale. Bishop è sempre più determinato a raggiungere e a togliere dalla circolazione Alvaro Cabrero, e, dopo aver ingaggiato dei duri combattimenti, giunge all'aeroporto dove si trova il criminale. Lì però avrà un'amara sorpresa, poiché l'agente dell'NSA si rivela essere Nowak, il quale uccide Alvaro e ferisce gravemente Bishop, che viene però salvato dal pilota di Rainbow.
Six ordina dunque a Bishop di ritirarsi, ma egli ignora l'ordine, ormai è diventata una questione personale tra lui e Gabriel. Decide quindi, aiutato da Park e Walter di raggiungere Nowak in una villa in Costa Rica, dove si è asserragliato con parecchi mercenari in sua difesa. Attraversato il complesso, Bishop si trova così a confrontarsi in una dura battaglia contro Nowak, che continua a mandargli contro i suoi mercenari e persino un elicottero da assalto. Dopo aver superato anche questo ostacolo, allievo e maestro si trovano faccia a faccia. Gabriel rivela così a Bishop tutta la sua follia, dicendo che a suo avviso lui era il migliore di Rainbow e che avrebbe meritato lo stesso la promozione. In un ultimo gesto di follia estrae una pistola ma, Bishop, più veloce, lo uccide a sua volta.
Six contatta quindi un'ultima volta Bishop, rimproverandolo per aver disobbedito al suo ordine diretto, ma al tempo stesso, promuovendolo a vicedirettore di Rainbow.

## Personaggi
- Bishop: il protagonista, personaggio completamente personalizzabile al comando del Team Bravo. Se il personaggio sarà di sesso maschile la sua voce sarà di Diego Sabre, nel caso fosse di sesso femminile la voce sarà quella di Cinzia Massironi.
- Knight: è un personaggio comprimario, anche lui quasi totalmente personalizzabile, compare soltanto nella storia cooperativa e sarà interpretato dal secondo giocatore.
- Six: personaggio ricorrente nella serie, è diventato il direttore operativo di Rainbow Six. Voce italiana: Claudio Moneta.
- Gabriel Nowak: è l'antagonista del gioco, ex membro del team Rainbow in cerca di vendetta.
- Logan Keller: è un personaggio secondario, giocabile nel primo capitolo, comandante del Team Delta e in precedenza del Compagno di squadra di Bishop
- Jung Park: personaggio comprimario, Jung è l'esperto di elettronica e di hacking del Team Bravo.
- Michael Walter: altro personaggio comprimario, Walter è l'esperto di esplosivi e di armi pesanti del Team Bravo.
- Sharon Judd: è un personaggio secondario, è il responsabile per l'intelligence del Team Bravo.
- Gary Kenyon: altro personaggio secondario, è il pilota dell'elicottero del Team Bravo.

## Armi ed equipaggiamento
Nelle modalità storia e caccia ai terroristi si hanno a disposizione un'arma principale e una secondaria, disponibili a scelta tra mitragliette, mitragliatrici leggere, fucili d'assalto, fucili di precisione, fucili a pompa o scudo antisommossa; una pistola e in più sarà possibile scegliere delle granate (letali e non) o dell'esplosivo come equipaggiamento extra. Nella modalità multigiocatore invece sarà possibile equipaggiare una sola arma primaria oltre alla pistola.
Tramite il sistema ACES, che farà guadagnare punti esperienza ai giocatori, verranno sbloccate armi ed equipaggiamento.

## Accoglienza
Il gioco ha ricevuto recensioni generalmente positive da parte della critica.
La versione per Xbox 360 ha ricevuto secondo il sito GameRankings una valutazione media di 85/100, sulla base di 18 recensioni, mentre secondo il sito Metacritic la valutazione media del gioco è risultata di 84/100, sulla base di 24 recensioni. La versione per PS3 ha rispettivamente avuto un punteggio medio di 86/100 sulla base di 11 recensioni e di 86/100 sulla base di 13 recensioni.
Nel numero del marzo 2008 della rivista statunitense Game Informer, Six Vegas 2 ha ricevuto un punteggio di 9,25 su 10.
Il sito IGN ha assegnato alla versione per Xbox 360 un 8.4/10 ed alla versione per PlayStation 3 un 8.2/10; la sua critica principale consisteva nell'affermare che il gioco risultava troppo simile al primo, e citava lievi problemi nel framerate per la versione PS3.